# فراشة اللهانة
فراشة اللهانة (الاسم العلمي: Pieris)، جنس حشرات فراشية من حرشفيات الأجنحة وفصيلة الكرنبيات. له انتشار عالمي تقريبًا. يوجد أعلى تنوع للأنواع في المنطقة القطبية الشمالية القديمة، مع وجود تنوع كبير في أوروبا وشرق أمريكا الشمالية.